# آزمایش باروری
آزمایش باروری (به انگلیسی: Fertility testing)، فرآیندی است که طی آن باروری، هم به‌طور کلی و هم برای یافتن «پنجره باروری» در چرخه قاعدگی ارزیابی می‌شود. سلامت عمومی بر باروری تأثیر می‌گذارد و آزمایش STI یک زمینه مرتبط مهم است.

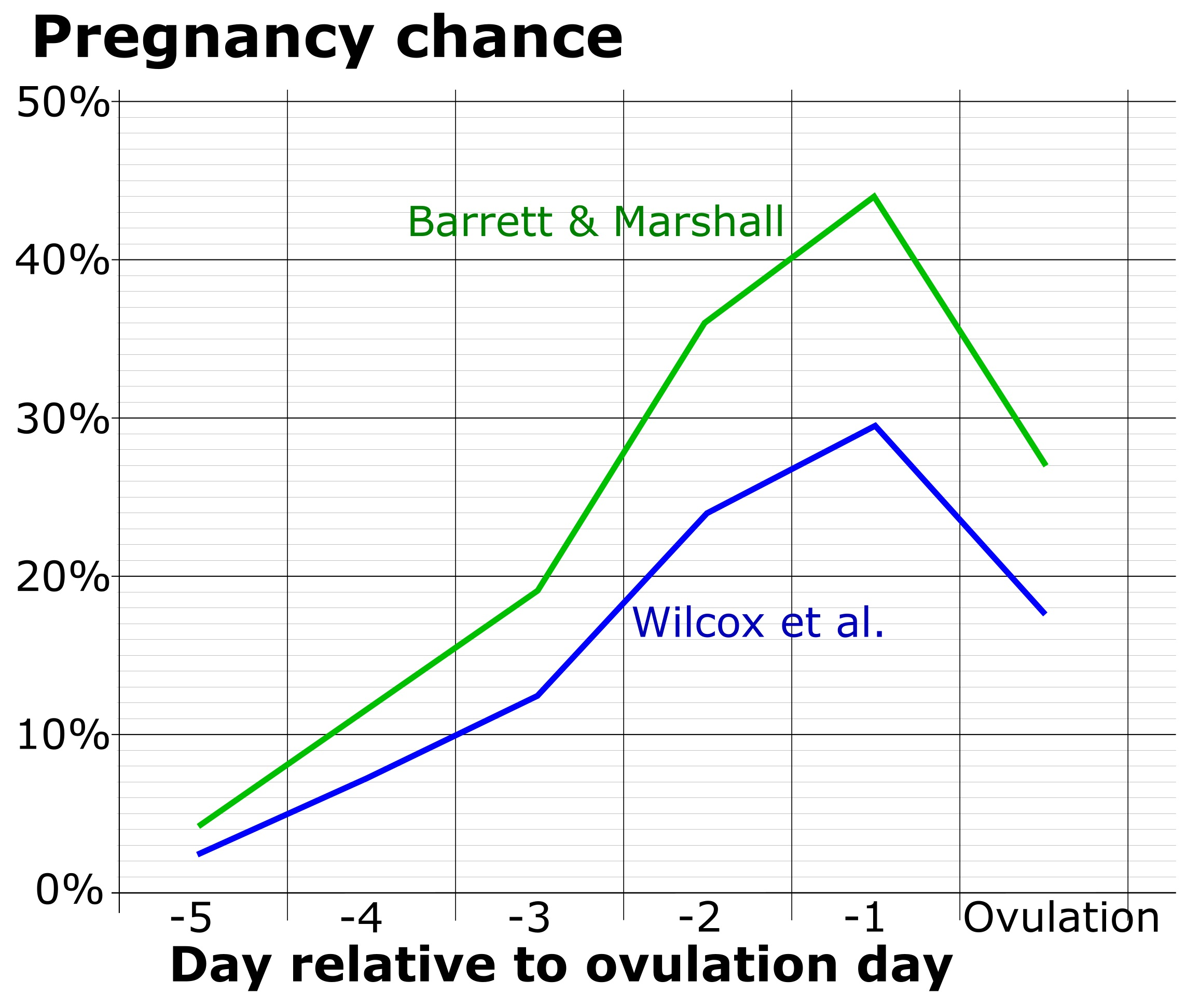
احتمال لقاح در روز نسبت به تخمک‌گذاری

زنان سالم از دوران بلوغ تا یائسگی بارور هستند، اگرچه باروری به‌طور معمول نسبت به اوج این دوره کاهش می‌یابد. آغاز بلوغ معمولاً با قاعدگی و وجود صفات جنسی ثانویه مانند رشد پستان، ظاهر موهای ناحیه تناسلی و تغییرهایی در توزیع چربی بدن مشخص می‌شود. پایان باروری معمولاً تا حدودی پیش از یائسگی ره می‌دهد، زیرا باروری تا حدی کاهش می‌یابد که احتمال بارداری قابل قبولی وجود ندارد.

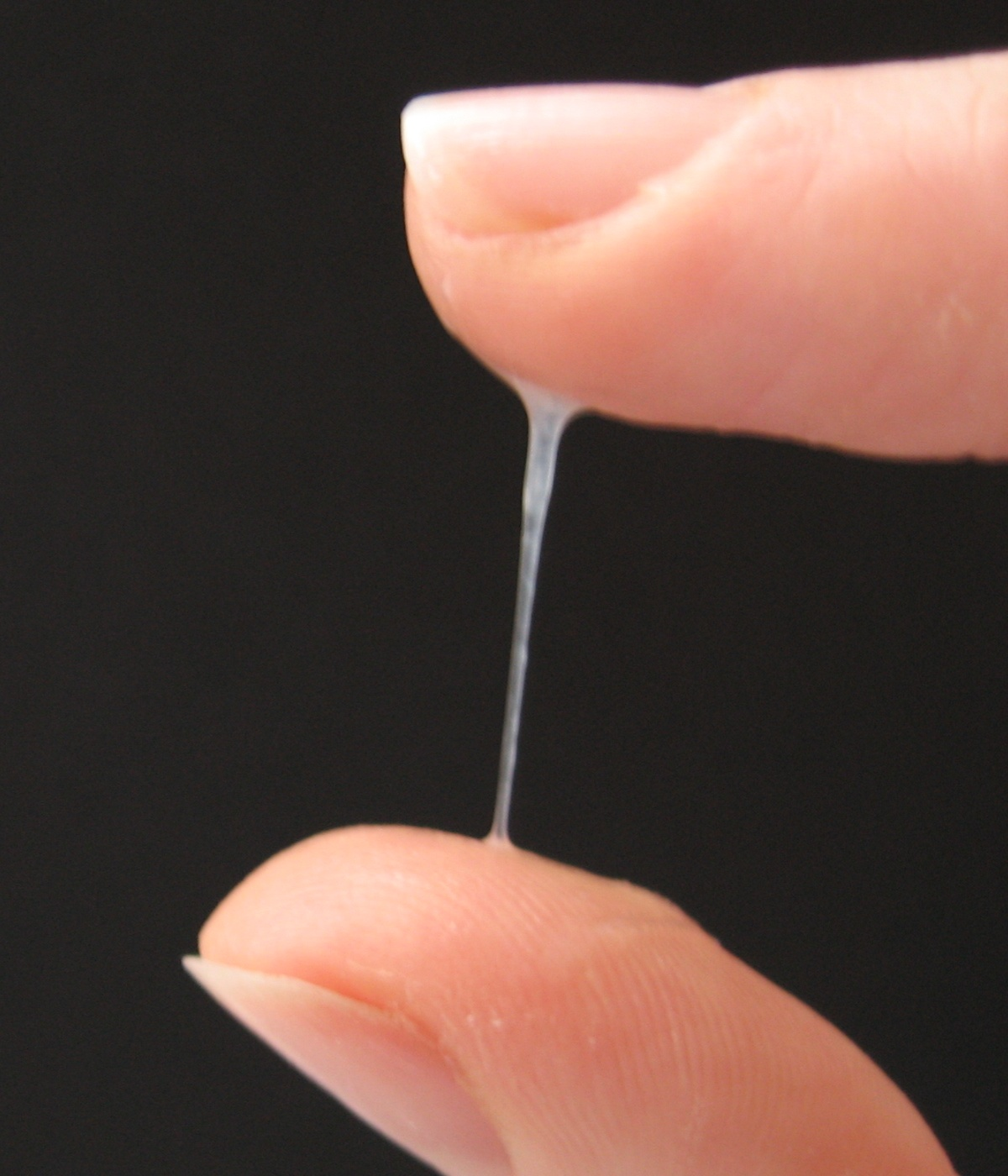
مخاط دهانه رحم

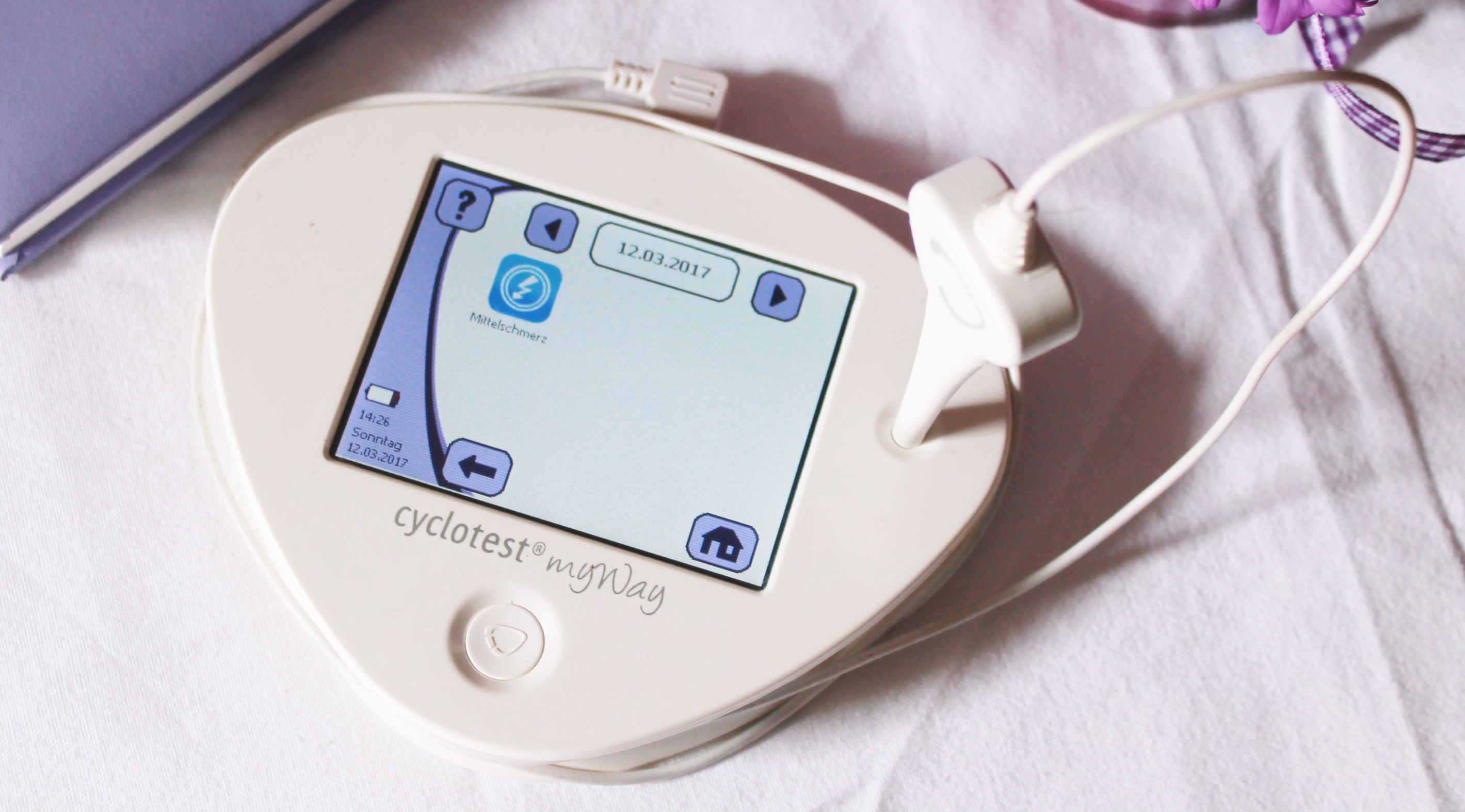
پایش باروری/پیشگیری از بارداری

دهانه رحم در طول دوره پنجره باروری نرم، بلند، باز و خیس می‌شود.
| نام آزمایش                                       | روش                             | تهاجمی بودن |
| ------------------------------------------------ | ------------------------------- | ----------- |
| آزمایش هورمون آنتی مولرین                        | تست آزمایشگاهی                  | خون‌گیری     |
| آزمایش هورمون محرک فولیکول (FSH) در روز سوم چرخه | تست آزمایشگاهی                  | خون‌گیری     |
| آزمایش چالش کلومیفن سیترات (CCCT)                | تست آزمایشگاهی                  | خون‌گیری     |
| تعداد فولیکول آنترال                             | تصویربرداری اولتراسوند          | غیرتهاجمی   |
| هیستروسالپنگوگرافی اشعه ایکس                     | تصویربرداری اشعه ایکس           | کم‌تهاجمی    |
| سونوگرافی هیسترو کنتراست (HyCoSy)                | سونوگرافی با رنگ کنتراست        | کم‌تهاجمی    |
| سونوهیستروگرافی انفوزیون سالین (SHG)             | سونوگرافی با سالین              | کم‌تهاجمی    |
| سونوگرافی هیستروفوم (HyFoSy)                     | سونوگرافی با فوم                | کم‌تهاجمی    |
| سونوگرافی تخمدان                                 | سونوگرافی                       | کم‌تهاجمی    |
| سونوگرافی سه‌بعدی                                 | سونوگرافی با تصویربرداری سه‌بعدی | کم‌تهاجمی    |
| هیستروسکوپی                                      | آندوسکوپ ترانس‌واژینال           | تهاجمی      |
| لاپاراسکوپی با کروموتوباسیون                     | لاپاراسکوپ شکمی                 | تهاجمی      |

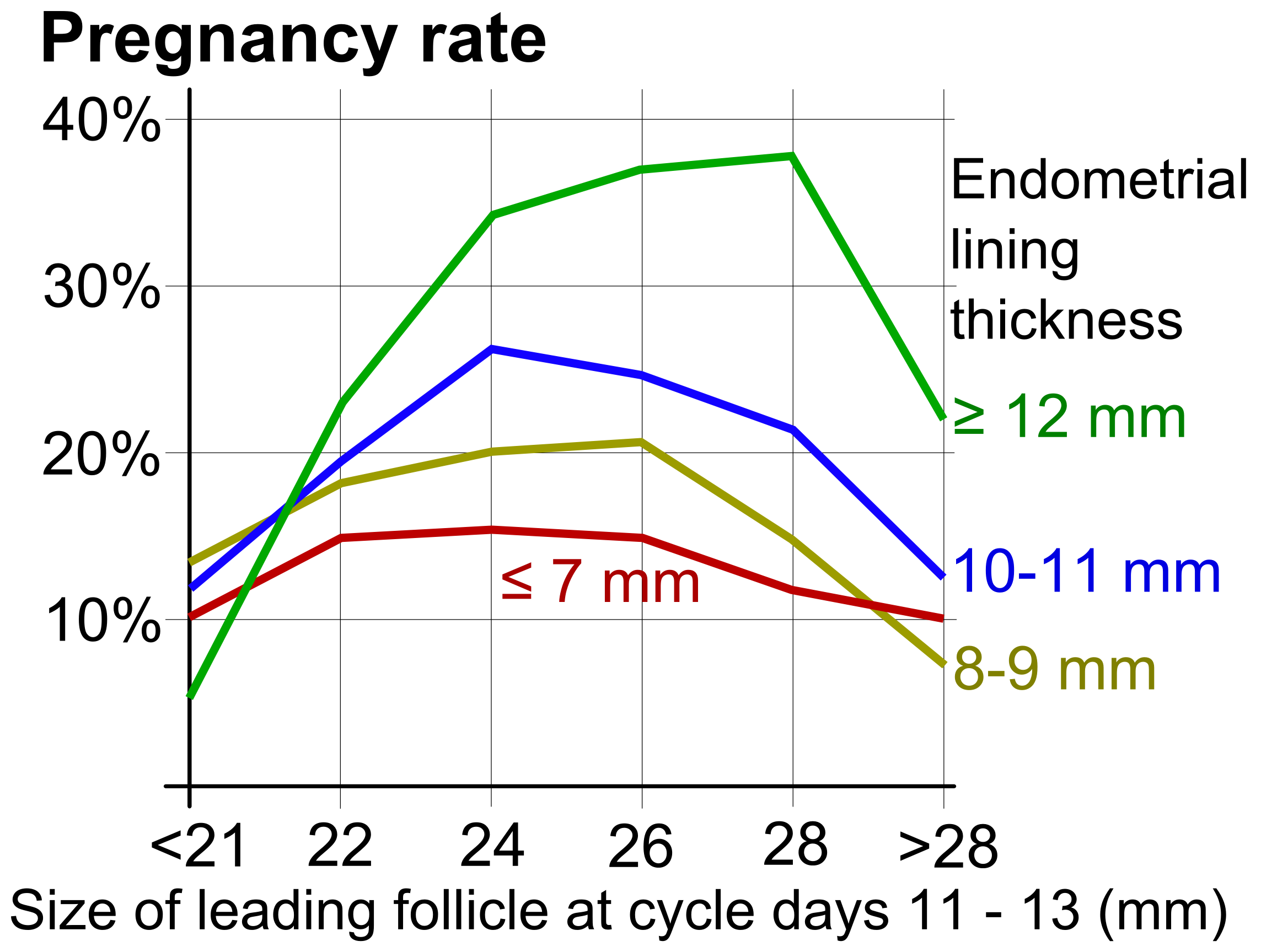
نرخ بارداری در القای تخمک‌گذاری هنگام استفاده از آنتی‌استروژن‌ها، به عنوان توابع اندازه فولیکول پیشرو که با سونوگرافی ترانس واژینال در روزهای ۱۱ تا ۱۳ اندازه‌گیری می‌شود (مقیاس پایین)، و همچنین لایه پوشش آندومتر (۴ منحنی مختلف).

لاپاراسکوپی یک روش جراحی کم‌تهاجمی است که در تشخیص ناباروری استفاده می‌شود.

یک مطالعه اخیر الگوهای اپی‌ژنتیک را در اسپرم مردان شناسایی کرد که ممکن است به ناباروری کمک کند.